# جمیل، اردن
الجمیل (به عربی: الجمیل) یک منطقهٔ مسکونی در اردن است که در استان عمان واقع شده‌است.